# Konkani

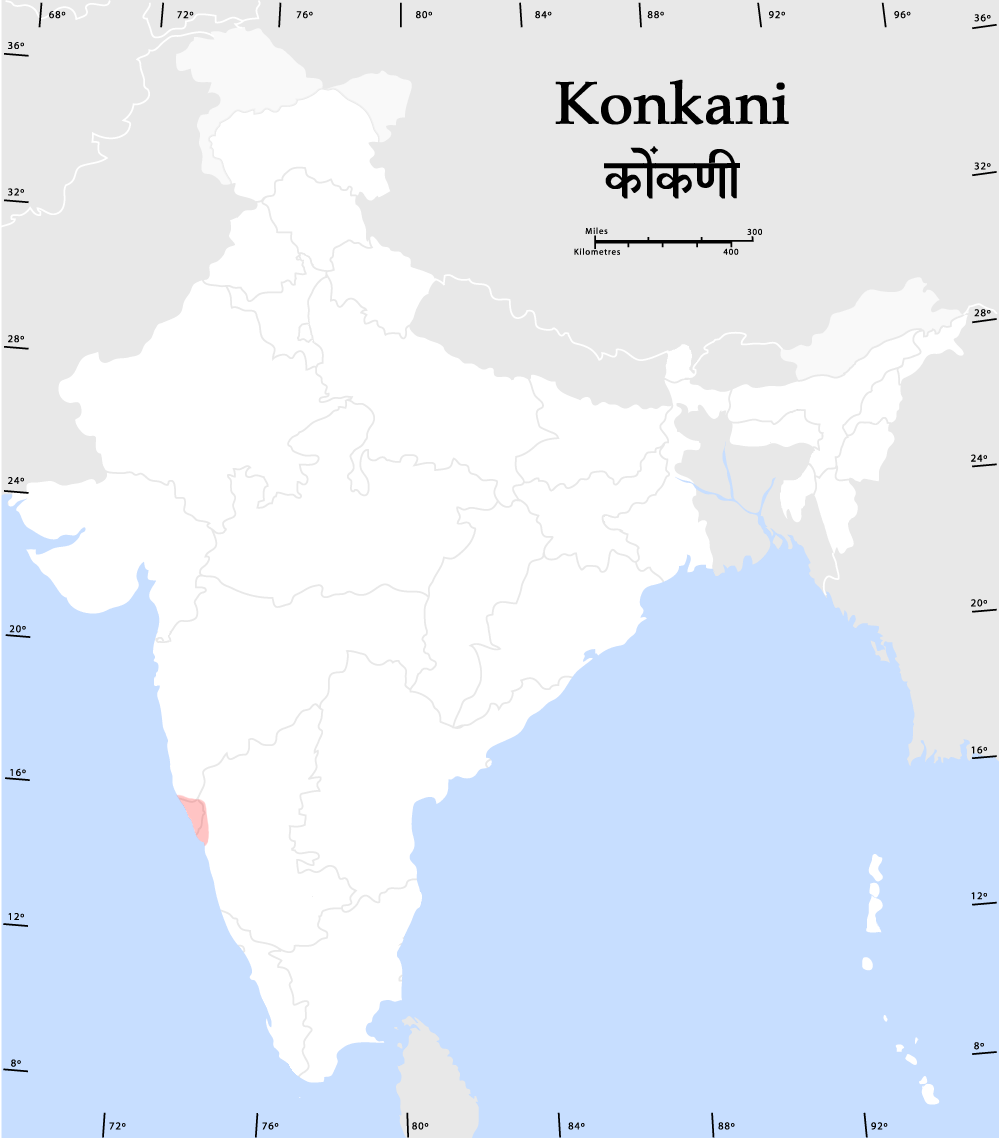
Ungefähres Verbreitungsgebiet des Konkani

Konkani (कोंकणी) ist eine indoarische Sprache, die an der Westküste Indiens, vor allem im Bundesstaat Goa, gesprochen wird. Das Konkani ist eng mit dem Marathi verwandt, als dessen Dialekt es bisweilen angesehen wird. Es hat jedoch einen Ausbauprozess durchgemacht und kann deshalb als eigene Sprache gelten. Da Goa mehr als 400 Jahre eine portugiesische Kolonie war, hat Konkani viele portugiesische Ausdrücke übernommen.
Der Schwerpunkt der Verbreitung des Konkani liegt in Goa, wo Konkani-Sprecher rund zwei Drittel der Bevölkerung stellen. Größere konkanisprachige Minderheiten leben aber auch in den Küstengebieten der angrenzenden Bundesstaaten Maharashtra, Karnataka und Kerala. Laut der indischen Volkszählung von 2011 wird Konkani von 2,3 Millionen Menschen als Muttersprache gesprochen. Davon leben rund 960.000 in Goa, 790.000 in Karnataka, 400.000 in Maharashtra und 70.000 in Kerala. Das Konkani dient im Bundesstaat Goa als Amtssprache. Daneben ist es auf überregionaler Ebene als eine von 22 Verfassungssprachen Indiens anerkannt.
Konkani wird normalerweise in Devanagari geschrieben, kann aber auch im lateinischen Alphabet dargestellt werden. In Karnataka wird die Sprache in der Regel in Kannada-Schrift geschrieben.